# 辛堡乡
辛堡乡，是中华人民共和国河北省张家口阳原县下辖的一个乡镇级行政单位。

## 行政区划
辛堡乡下辖以下地区：
辛堡村、辛堡湾村、东马圈村、老君营村、候家庄村、王林庄村、棘针屯村、大沟楞村、朝阳堡村、东沙沟村、北辛庄村、破砦子村、西沙庄村、龙凤坡村、刘家小堡村、四十亩滩村、南沙洼村、芫子沟村、祁家庄村、稻地村、红崖村、许家营村、小关村、南辛庄村、老鱼沟村和东王家夭村。